# بیمارستان ایر
بیمارستان ایر (به انگلیسی: Ayr Hospital) بیمارستانی سرویس سلامت همگانی (ان اچ اس) اسکاتلند در اسکاتلند است که در ۱۹۹۱ میلادی ساخته شد .